# Š’-jen
Š'-jen (čínsky pchin-jinem Shíyàn, znaky 十堰) je městská prefektura v Čínské lidové republice, kde patří do provincie Chu-pej.
Na ploše 23 708 čtverečních kilometrů v ní roku 2020 žilo zhruba tři a čtvrt milionu obyvatel.

## Správní členění
Městská prefektura Š’-jen se člení na osm celků okresní úrovně, a sice tři městské obvody, jeden městský okres a čtyři okresy.
| Mao-ťien Čang-wan Jün-jang městský okres · Tan-ťiang-kchou okres · Jün-si okres · Ču-šan okres · Ču-si okres · Fang |          |                       |             |                                         |
| Název | Název    | Počet obyvatel (2020) | Rozloha km² | Hustota zalidnění (obyv. na km²) (2020) |
| český přepis | znaky    | Počet obyvatel (2020) | Rozloha km² | Hustota zalidnění (obyv. na km²) (2020) |
| Městské obvody |          |                       |             |                                         |
| Čang-wan | 张湾区   | 431 859               | 656         | 658                                     |
| Jün-jang | 郧阳区   | 395 222               | 3 848       | 103                                     |
| Mao-ťien | 茅箭区   | 601 548               | 540         | 1 114                                   |
| Městský okres |          |                       |             |                                         |
| Tan-ťiang-kchou | 丹江口市 | 409 940               | 3 116       | 132                                     |
| Okresy |          |                       |             |                                         |
| Ču-si | 竹溪县   | 283 578               | 3 307       | 86                                      |
| Ču-šan | 竹山县   | 346 069               | 3 611       | 96                                      |
| Fang | 房县     | 369 776               | 5 119       | 72                                      |
| Jün-si | 郧西县   | 371 012               | 3 512       | 106                                     |
| |          |                       |             |                                         |
| Celkem | Celkem   | 3 209 004             | 23 708      | 135                                     |